# Colonia María Asunción del Barrio de los Ángeles
Colonia María Asunción del Barrio de los Ángeles är en ort i Mexiko.   Den ligger i kommunen Rioverde och delstaten San Luis Potosí, i den centrala delen av landet, 290 km norr om huvudstaden Mexico City. Colonia María Asunción del Barrio de los Ángeles ligger 992 meter över havet och antalet invånare är 397.
Terrängen runt Colonia María Asunción del Barrio de los Ángeles är mycket platt. Runt Colonia María Asunción del Barrio de los Ángeles är det ganska glesbefolkat, med 29 invånare per kvadratkilometer. Närmaste större samhälle är Río Verde, 2,8 km söder om Colonia María Asunción del Barrio de los Ángeles. Trakten runt Colonia María Asunción del Barrio de los Ángeles består i huvudsak av gräsmarker.